# Ельянов Павло Володимирович
Павло Володимирович Ельянов (нар. 10 травня 1983, Харків) — український шахіст, міжнародний гросмейстер (з 2001 року).
У складі збірної України: переможець шахових олімпіад 2004 та 2010 років, срібний призер командного чемпіонату світу 2015 року, бронзовий призер шахових олімпіад 2014, 2014 та 2016 років, бронзовий призер командного чемпіонату світу 2011 року та бронзовий призер командного чемпіонату Європи 2009 року.

Півфіналіст Кубка світу ФІДЕ 2015 року.
Його рейтинг станом на січень 2025 року — 2656 (71-ше місце у світі, 1-ше — в Україні).
У вересні 2010 року з рейтингом 2761 очок Павло вперше очолив список найсильніших шахістів України, при цьому посідав шосте місце в світовому рейтингу.
Був тренером-секундантом видатних шахістів світу: Бориса Гельфанда (2007–2012), Магнуса Карлсена (2013), Анни та Марії Музичук (2016 та 2019 роки).

## Турнірні результати
| Рік  | Місто             | Турнір                                                 | + | − | =  | Результат | Місце   |
| ---- | ----------------- | ------------------------------------------------------ | - | - | -- | --------- | ------- |

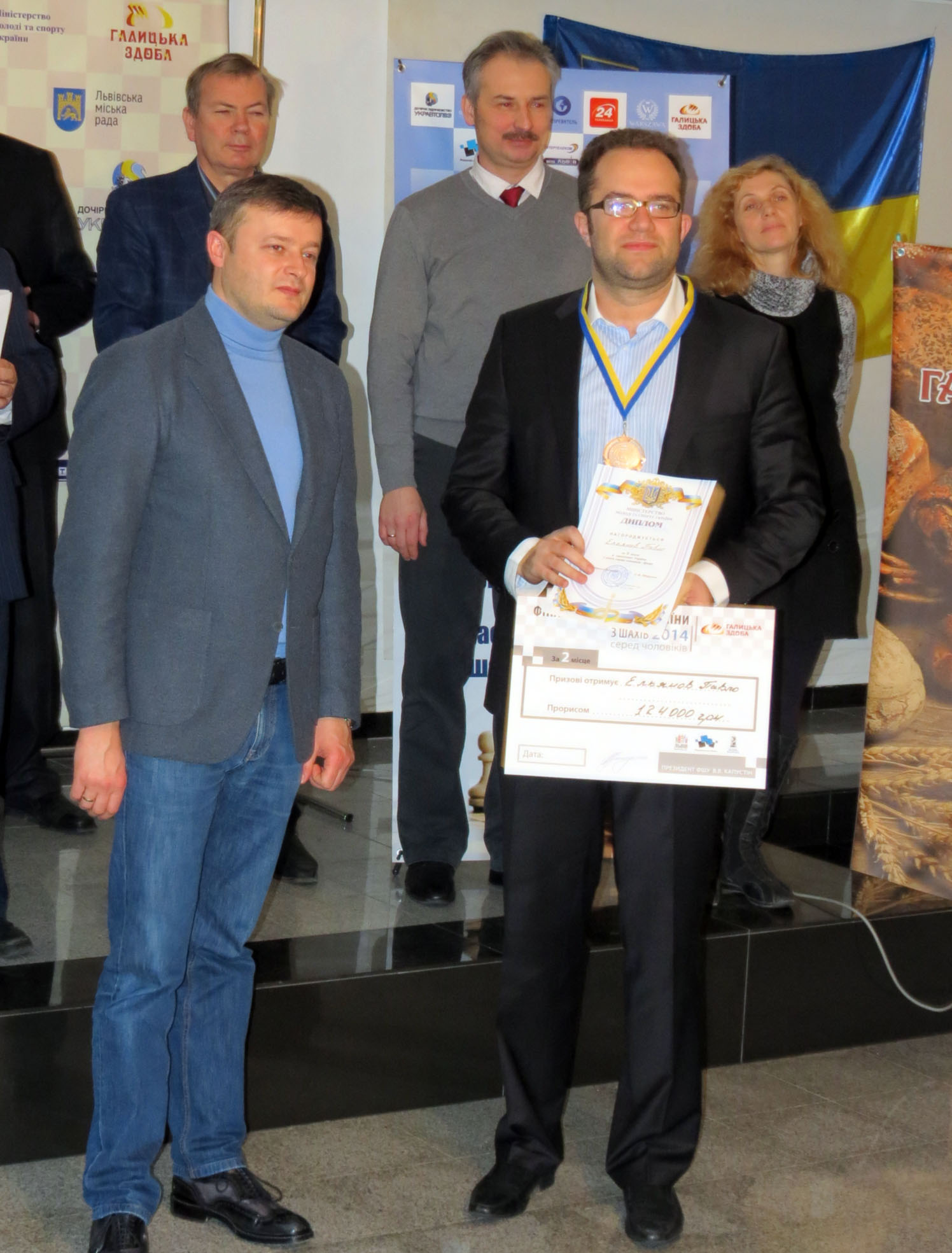
Павло Ельянов — срібний призер чемпіонату України 2014 року

| 1996 | Ялта              | 65-й чемпіонат України                                 | 3 | 4 | 4  | 5 з 11    | 55 — 67 |
| 2000 | Поляниця-Здруй    | міжнародний турнір                                     | 5 | 1 | 1  | 5½ з 7    | 5 — 8   |
|      | Алушта            | міжнародний турнір                                     | 7 | 2 | 6  | 11 з 15   | — 3     |
| 2001 | Покров            | 70-й чемпіонат України                                 | 3 | 1 | 5  | 5½ з 9    | 4 — 8   |
|      | Поляниця-Здруй    | міжнародний турнір                                     | 5 | 1 | 4  | 7 з 10    | 5 — 13  |
| 2003 | Сімферополь       | 72-й чемпіонат України                                 | 5 | 1 | 3  | 6½ з 9    | 8       |
|      | Андора            | 21-й міжнародний турнір                                | 7 | 1 | 2  | 8 з 10    | Gold    |
| 2004 | Біль              | 37-й міжнародний турнір                                | 6 | 1 | 4  | 8 з 11    | Gold    |
|      | Кальвія           | 36-а олімпіада                                         | 4 | 0 | 4  | 6 з 8     | 7 ()    |
|      | Харків            | 73-й чемпіонат України                                 | 0 | 0 | 2  | 1 з 2     | 1/16    |
| 2005 | Амстердам         | міжнародний турнір                                     | 5 | 0 | 4  | 7 з 9     | Gold    |
|      | Ханти-Мансійськ   | Кубок світу ФІДЕ                                       | 2 | 2 | 0  | ½ з 2     | 1/32    |
| 2006 | Монреаль          | 7-й міжнародний турнір                                 | 4 | 0 | 5  | 6½ з 9    | Gold    |
|      | Турин             | 37-а олімпіада                                         | 3 | 1 | 5  | 5½ з 9    | 28      |
|      | Полтава           | 75-й чемпіонат України                                 | 2 | 0 | 4  | 4 з 6     | 1/4     |
| 2007 | Вейк-ан-Зеє       | турнір «B»                                             | 7 | 2 | 4  | 9 з 13    | Gold    |
|      | Форос             | 2-й міжнародний турнір                                 | 1 | 3 | 7  | 4½ з 11   | 9 — 10  |
|      | Монреаль          | 8-й міжнародний турнір                                 | 3 | 2 | 4  | 5 з 9     | 4 — 5   |
|      | Ханти-Мансійськ   | Кубок світу ФІДЕ                                       | 0 | 1 | 1  | ½ з 2     | 1/64    |
| 2008 | Вейк-ан-Зеє       | 70-й міжнародний турнір                                | 2 | 5 | 6  | 5 з 13    | 12 — 14 |
|      | Форос             | 3-й міжнародний турнір                                 | 3 | 2 | 6  | 6 з 11    | 4       |
|      | Дрезден           | 38-а олімпіада                                         | 2 | 2 | 4  | 4 з 8     | 22      |
|      | Еліста            | 3-й Гран-прі                                           | 3 | 5 | 5  | 5½ з 13   | 11 — 12 |
| 2009 | Нальчик           | 4-й Гран-прі                                           | 2 | 4 | 7  | 5½ з 13   | 12 — 14 |
|      | Сараєво           | 39-й міжнародний турнір                                | 4 | 0 | 6  | 7 з 10    | Gold    |
|      | Джермук           | 5-й Гран-прі                                           | 2 | 2 | 9  | 6½ з 13   | 8       |
|      | Ханти-Мансійськ   | Кубок світу ФІДЕ                                       | 2 | 1 | 3  | 3½ з 6    | 1/16    |
| 2010 | Астрахань         | 6-й Гран-прі                                           | 5 | 2 | 6  | 8 з 13    | Gold    |
|      | Копенгаген        | Politiken Cup                                          | 8 | 0 | 3  | 8½ из 10  | Gold    |
|      | Ханти-Мансійськ   | 39-а олімпіада                                         | 5 | 1 | 4  | 7 з 10    | ()      |
| 2011 | Київ              | 80-й чемпіонат України                                 | 4 | 0 | 7  | 7½ з 11   | Silver  |
|      | Саратов           | Кубок Губернатора                                      | 1 | 2 | 8  | 5 з 11    | 9       |
|      | Ханти-Мансійськ   | Кубок світу ФІДЕ                                       | 0 | 0 | 2  | 1 з 2     | 1/64    |
| 2012 | Київ              | 81-й чемпіонат України                                 | 3 | 4 | 4  | 5 з 11    | 8       |
|      | Стамбул           | 40-а олімпіада                                         | 4 | 1 | 3  | 5½ з 8    | 6 ()    |
| 2013 | Рейк'явік         | 27-й міжнародний опен-турнір                           | 6 | 0 | 4  | 8 з 10    | Gold    |
|      | Київ              | 82-й чемпіонат України                                 | 2 | 2 | 7  | 5½ з 11   | 8       |
|      | Тромсе            | Кубок світу ФІДЕ                                       | 2 | 0 | 4  | 4 з 6     | 1/16    |
|      | Пойковський       | 14-й міжнародний турнір                                | 4 | 1 | 4  | 6 з 9     | Gold    |
|      | Санкт-Петербург   | Меморіал М.Чігоріна                                    | 5 | 0 | 4  | 7 з 9     | Gold    |
| 2014 | Гібралтар         | Tradewise Gibraltar Chess Festival 2014                | 4 | 1 | 5  | 6½ з 10   | 32      |
|      | Єреван            | 15-й чемпіонат Європи                                  | 6 | 1 | 4  | 8 з 11    | 5       |
|      | Шамкір            | Меморіал Вугара Гашимова (турнір В)                    | 4 | 1 | 4  | 6 з 9     | Gold    |
|      | Пойковський       | 15-й міжнародний турнір                                | 1 | 3 | 5  | 3½ з 9    | 9       |
|      | Дубай             | Чемпіонат світу з рапіду                               | 6 | 3 | 6  | 9 з 15    | 22      |
|      | Дубай             | Чемпіонат світу з бліцу                                | 9 | 5 | 7  | 12½ з 21  | 25      |
|      | Тромсе            | 41-а шахова олімпіада                                  | 5 | 0 | 4  | 7 з 9     | (6)     |
|      | Львів             | 83-й чемпіонат України                                 | 5 | 1 | 5  | 7½ з 11   | Silver  |
|      | Доха              | «Qatar Masters Open 2014»                              | 4 | 1 | 4  | 6 з 9     | 13      |
| 2015 | Єрусалим          | 16-й чемпіонат Європи                                  | 5 | 1 | 5  | 7½ з 11   | 8       |
|      | Рейк'явік         | 29-й міжнародний опен-турнір                           | 6 | 0 | 4  | 8 з 10    | Silver  |
|      | Цагкадзор         | 10-й командний чемпіонат світу                         | 2 | 2 | 3  | 3½ з 7    | (7)     |
|      | Гавана            | 50-й меморіал Капабланки                               | 3 | 2 | 5  | 5½ з 10   | Silver  |
|      | Біль              | 48-й міжнародний турнір                                | 2 | 3 | 5  | 4½ з 10   | 5       |
|      | Баку              | Кубок світу ФІДЕ                                       | 7 | 0 | 5  | 9½ з 12   | — 4     |
|      | Берлін            | Чемпіонат світу з рапіду                               | 6 | 5 | 4  | 8 з 15    | 71      |
|      | Берлін            | Чемпіонат світу з бліцу                                | 7 | 5 | 9  | 11½ з 21  | 53      |
|      | Рейк'явік         | 20-й командний чемпіонат Європи                        | 4 | 1 | 2  | 5 з 7     | 5 ()    |
|      | Ашдод             | ACP Masters (швидкі шахи)                              | 2 | 2 | 1  | 2½ з 5    | група   |
| 2016 | Вейк-ан-Зеє       | 78-й міжнародний турнір                                | 4 | 3 | 6  | 7 з 13    | 6       |
|      | Ставангер         | 4-й міжнародний турнір                                 | 1 | 4 | 4  | 3 з 9     | 9       |
|      | Шамкір            | 3-й Меморіал В.Гашимова                                | 1 | 5 | 3  | 3½ з 9    | 9       |
|      | Баку              | 42-а шахова олімпіада                                  | 3 | 2 | 4  | 5 з 9     | (12)    |
|      | Острів Мен        | міжнародний турнір                                     | 6 | 0 | 3  | 7½ з 9    | Gold    |
| 2017 | Вейк-ан-Зеє       | 79-й міжнародний турнір                                | 3 | 2 | 8  | 7 з 13    | 6 — 7   |
|      | Шарджа            | 1-й гран-прі ФІДЕ 2017                                 | 2 | 2 | 5  | 4½ з 9    | 9 — 12  |
|      | Женева            | 3-й гран-прі ФІДЕ 2017                                 | 3 | 3 | 3  | 4½ з 9    | 11 — 14 |
|      | Пальма-де-Майорка | 4-й гран-прі ФІДЕ 2017                                 | 1 | 1 | 7  | 4½ з 9    | 10 — 12 |
| 2018 | Рейк'явік         | «Reykjavik Open Robert Fischer Memorial 2018»          | 5 | 1 | 3  | 6½ з 10   | 4 — 20  |
|      | Шарджа            | «2nd Sharjah Masters Chess CH. 2018»                   | 4 | 0 | 5  | 6½ з 9    | 4 — 14  |
|      | Батумі            | 43-я шахова олімпіада                                  | 0 | 2 | 7  | 3½ з 9    | 10 (20) |
|      | Острів Мен        | «Chess.com Isle of Man International Chess Tournament» | 4 | 2 | 2  | 5 з 9     | 29 — 49 |
| 2019 | Гібралтар         | «Gibraltar Chess Festival 2019»                        | 4 | 0 | 6  | 7 з 10    | 19      |
|      | Скоп'є            | 20-й чемпіонат Європи                                  | 4 | 2 | 5  | 6½ з 11   | 108     |
|      | Нетанья           | «Netanya International GM Tournament 2019»             | 3 | 2 | 4  | 5 з 9     | Bronze  |
|      | Острів Мен        | «Турнір Grand Swiss ФІДЕ 2019»                         | 1 | 0 | 10 | 6 з 11    | 64      |
|      | Луцьк             | 88-й чемпіонат України                                 | 1 | 2 | 6  | 4 з 9     | 5       |
| 2020 | Вейк-ан-Зеє       | Вейк-ан-Зеє (група В)                                  | 4 | 1 | 8  | 8 з 13    | Bronze  |

## Особисте життя
Був одружений із міжнародним майстром із шахів (серед жінок) Оленою Дворецькою. У 2022 році пара розлучилася. Виховує доньку Марію, 2011 року народження.
| На цьому місці має відображатися графік чи діаграма, однак з технічних причин його відображення наразі вимкнено. Будь ласка, не видаляйте код, який викликає це повідомлення. Розробники вже працюють для того, щоби відновити штатне функціонування цього графіка або діаграми. | |
| | На цьому місці має відображатися графік чи діаграма, однак з технічних причин його відображення наразі вимкнено. Будь ласка, не видаляйте код, який викликає це повідомлення. Розробники вже працюють для того, щоби відновити штатне функціонування цього графіка або діаграми. |

## мітки
1. ↑  Top lists records: Eljanov, Pavel. Архів оригіналу за 21 липня 2013. Процитовано 3 липня 2013.
2. ↑  Eljanov, Pavel MEN'S CHESS OLYMPIADS. Архів оригіналу за 6 жовтня 2018. Процитовано 27 жовтня 2010.
3. ↑  Павло Ельянов програв у півфіналі Кубку світу з шахів ФІДЕ. Архів оригіналу за 3 жовтня 2015. Процитовано 2 жовтня 2015.
4. ↑  Top 100 Players September 2010 — Archive. Архів оригіналу за 21 жовтня 2013. Процитовано 1 листопада 2013.
5. ↑  Yalta op 1996. Архів оригіналу за 17 жовтня 2014. Процитовано 20 жовтня 2015.
6. ↑  Polanica Zdroj op 2000. Архів оригіналу за 10 вересня 2014. Процитовано 10 вересня 2014.
7. ↑  Alushta 2000. Архів оригіналу за 10 вересня 2014. Процитовано 10 вересня 2014.
8. ↑  UKR-ch 2001. Архів оригіналу за 6 жовтня 2014. Процитовано 10 вересня 2014.
9. ↑  Polanica Zdroj op 2001. Архів оригіналу за 8 лютого 2016. Процитовано 10 вересня 2014.
10. ↑  Andorra op 21st. Архів оригіналу за 8 червня 2015. Процитовано 10 вересня 2014.
11. ↑  Biel MTO op. Архів оригіналу за 10 вересня 2014. Процитовано 10 вересня 2014.
12. ↑  Amsterdam ACT op. Архів оригіналу за 10 вересня 2014. Процитовано 10 вересня 2014.
13. ↑  Кубок Губернатора (Саратов, 2011). Архів оригіналу за 22 березня 2014. Процитовано 21 березня 2014.
14. ↑  Reykjavik Open 2013. Архів оригіналу за 17 березня 2018. Процитовано 17 березня 2018.
15. ↑  Poikovsky Final: Eljanov at the top
16. ↑  Пойковский 2013. Архів оригіналу за 10 вересня 2014. Процитовано 8 вересня 2013.
17. ↑  M.Chigorin Memorial 2013.Final Ranking after 9 Rounds. Архів оригіналу за 14 жовтня 2013. Процитовано 14 жовтня 2013.
18. ↑  Tradewise Gibraltar Chess Festival 2014 — Masters. Архів оригіналу за 22 лютого 2014. Процитовано 10 лютого 2014.
19. ↑  Підусумкова таблиця чемпіонату Європи 2014. Архів оригіналу за 15 березня 2014. Процитовано 16 березня 2014.
20. ↑  FIDE World Rapid Championship 2014 Dubai — UAE 16-18 June 2014. Архів оригіналу за 6 жовтня 2014. Процитовано 10 вересня 2014.
21. ↑  FIDE World Blitz Championship 2014 DUBAI — UAE 19-20 June 2014. Архів оригіналу за 6 жовтня 2014. Процитовано 10 вересня 2014.
22. ↑  41st Olympiad Tromso 2014 Open. Архів оригіналу за 6 жовтня 2014. Процитовано 10 вересня 2014.
23. ↑  Ukraine Men's Final −2014. Архів оригіналу за 12 квітня 2016. Процитовано 25 листопада 2014.
24. ↑  Yu Yangyi wins Qatar Masters Open 2014. Архів оригіналу за 9 грудня 2014. Процитовано 5 грудня 2014.
25. ↑  Результати чемпіонату Європи 2015 року. Архів оригіналу за 2 квітня 2015. Процитовано 11 березня 2015.
26. ↑  Last round in Reykjavik 2015. Архів оригіналу за 21 березня 2015. Процитовано 20 березня 2015.
27. ↑  FIDE World Rapid Championship 2015 [Архівовано 14 листопада 2016 у Wayback Machine.](англ.)
28. ↑  FIDE World Blitz Championship 2015 [Архівовано 14 листопада 2016 у Wayback Machine.](англ.)
29. ↑  42nd Olympiad Baku 2016 Open. Архів оригіналу за 17 вересня 2016. Процитовано 18 вересня 2016.
30. ↑  Pavel Eljanov wins Isle of Man. Архів оригіналу за 13 грудня 2016. Процитовано 11 жовтня 2016.
31. ↑  Гросмейстер Павло Ельянов виграв представницький шаховий турнір у Великій Британії. Архів оригіналу за 12 жовтня 2016. Процитовано 11 жовтня 2016.
32. ↑  Adhiban wins Reykjavik Open. Архів оригіналу за 17 березня 2018. Процитовано 17 березня 2018.
33. ↑  43nd Olympiad Batumi 2018 Open. Архів оригіналу за 21 жовтня 2020. Процитовано 1 лютого 2019.
34. ↑  Chess.com Isle of Man International Chess Tournament — Masters
35. ↑  Artemiev atop Gibraltar Masters. Архів оригіналу за 1 лютого 2019. Процитовано 1 лютого 2019.
36. ↑  Результати чемпіонату Європи 2019 року. Архів оригіналу за 26 грудня 2019. Процитовано 20 грудня 2019.
37. ↑  Результати турніру (Нетанья, 2019)
38. ↑  88-й чемпіонат України серед чоловіків. Архів оригіналу за 20 грудня 2019. Процитовано 20 грудня 2019.
39. ↑  Рейтинг Ело зі списків ФІДЕ. Джерело: fide.com (дані з 2001 року), benoni.de, olimpbase.org (дані 1971—2001 років)